# Consalvo Sanesi
Consalvo Sanesi (Arezzo, Italija, 28. ožujka, 1911. – Milano, Italija, 28. srpnja 1998.) je bivši talijanski vozač automobilističkih utrka.
Sanesi je prije dolaska u Formulu 1 bio Alfa Romeov test vozač, a natjecao se i na nekim utrkama. Godine 1939. pobjeđuje na utrci Litoranea Libica. U Formuli 1, u dvije sezone, odvozio je tek pet utrka i 4. mjestom na Velikoj nagradi Švicarske 1951. na Bremgartenu osvojio 3 boda. 
Na utrci Mille Miglia 1953., obara rekord Nina Farine i Juana Manuela Fangia, te postavlja najbržu prosječnu brzinu od 112.8 mph (181.5 kmh). Iste godine nastupa na utrkama 24 sata Le Mansa i 24 sata Spa, no ne uspjeva završiti utrke. Na utrci Carrera Panamericana 1954. osvaja prvo mjesto u svojoj kategoriji.
Na utrci 12 sati Sebringa 1964., Sanesi gubi kontrolu nad svojim Alfa Romeom, koji se nakon sudara zapalio. Samo zahvaljujući brzoj reakciji drugog vozača Jocka Maggiacomma koji je izvukao Sanesija iz gorućeg bolida, Sanesijev život je bio spašen. Nakon ovog nemilog događaja, Sanesi završava karijeru trkaćeg vozača.

## Pobjede
| Godina | Datum        | Utrka                 | Bolid                   |
| ------ | ------------ | --------------------- | ----------------------- |
| 1939.  | 26. ožujka   | Litoranea Libica      | Alfa Romeo 6C 2500 CC   |
| 1950.  | 26. ožujka   | Coppa Inter-Europa    | Alfa Romeo Sperimentale |
| 1954.  | 23. studenog | Carrera Panamericana1 | Alfa Romeo 1900 TI      |

- ^  Sanesi je utrku završio na 15. mjestu, ali je ostvario pobjedu i bio najbolji u svojoj kategoriji.

## Rezultati u Formuli 1
| Sezona | Momčad                  | Šasija         | Motor                 | Utrke | Pobjede | Podiji | Bodovi | Plasman |
| ------ | ----------------------- | -------------- | --------------------- | ----- | ------- | ------ | ------ | ------- |
| 1950.  | Scuderia Alfa Romeo SpA | Alfa Romeo 158 | Alfa Romeo Straight-8 | 1     | 0       | 0      | 0      | -       |
| 1951.  | Scuderia Alfa Romeo SpA | Alfa Romeo 158 | Alfa Romeo Straight-8 | 4     | 0       | 0      | 3      | 12.     |

## Vanjske poveznice
- Consalvo Sanesi na racing-reference.com
- Consalvo Sanesi F1 statistika na statsf1.com
- Consalvo Sanesi na racingsportscars.com